# Bulbophyllum obtusum
Bulbophyllum obtusum é uma espécie de orquídea (família Orchidaceae) pertencente ao gênero Bulbophyllum. Foi descrita por Carl Ludwig Blume e John Lindley em 1830.